# لوپوس اریتماتوس
لوپوس اریتماتوس (انگلیسی: Lupus erythematosus) نام کلی است برای گروهی از بیماریهای اتوایمیون بافت همبند.
لوپوس (Lupus) در زبان لاتین به معنی گرگ و اریتما (Erythema) در زبان یونانی به معنی سرخی است. این نام بخاطر شکل لکه سرخ بر پوست است که شبیه جای گازگرفتگی گرگ است.
اغلب اوقات لوپوس اریتماتوس یا لوپوس به معنای لوپوس منتشر به کار می‌رود.

## انواع

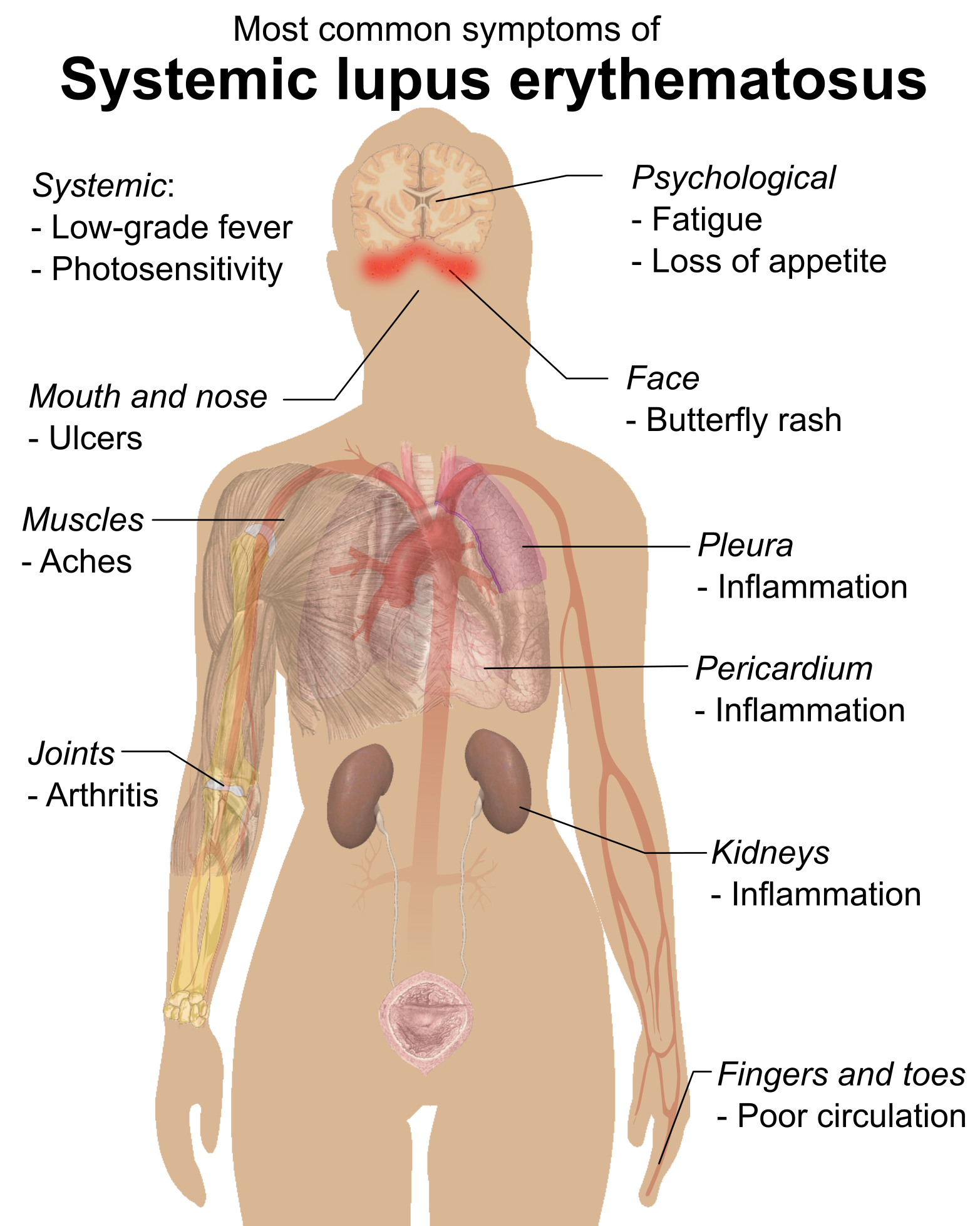
Common symptoms of SLE.

این بیماری چهار فرم کلی دارد:
- لوپوس منتشر
- لوپوس اریتماتوی دیسکوئید
- لوپوس ناشی از دارو
- لوپوس نوزادان